# Nagycsécs
Nagycsécs ist eine ungarische Gemeinde im Kreis Tiszaújváros im Komitat Borsod-Abaúj-Zemplén.

## Geografische Lage
Nagycsécs liegt in Nordungarn, 20 Kilometer südöstlich des Komitatssitzes Miskolc, acht Kilometer nordwestlich der Kreisstadt Tiszaújváros, am rechten Ufer des Flusses Sajó. Nachbargemeinden sind Muhi in zwei und Sajószöged in vier Kilometer Entfernung.

## Geschichte
Im Jahr 1913 gab es in der damaligen Kleingemeinde 164 Häuser und 734 Einwohner auf einer Fläche von 1720 Katastraljochen. Sie gehörte zu dieser Zeit zum Bezirk Mezőcsát im Komitat Borsod.

## Sehenswürdigkeiten
- Römisch-katholische Kirche Szűz Mária neve, erbaut 1765. Die Kirche wird sowohl von der römisch-katholischen wie auch von der griechisch-katholischen Gemeinde genutzt.

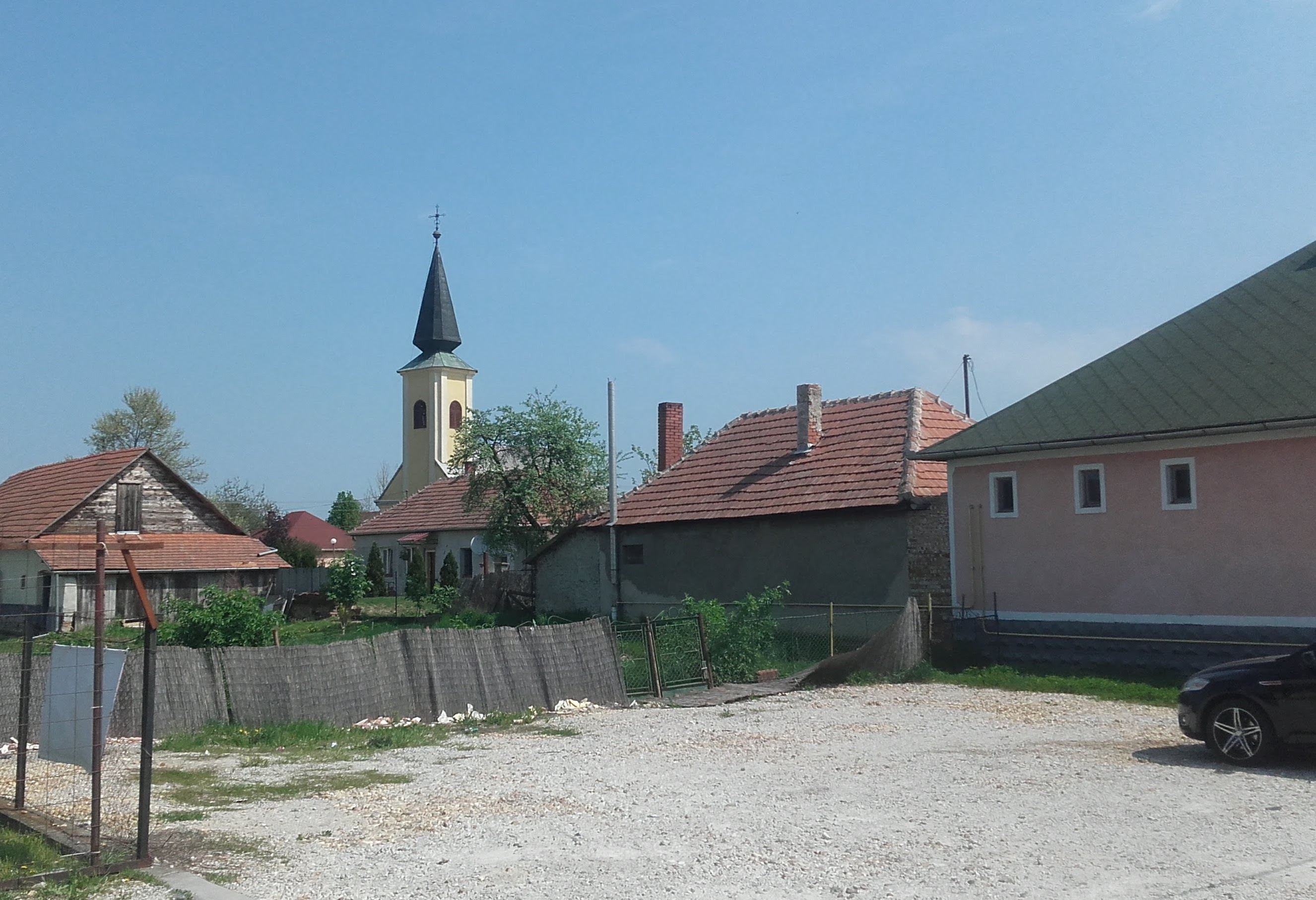
Blick auf die röm.-kath. Kirche Szűz Mária neve
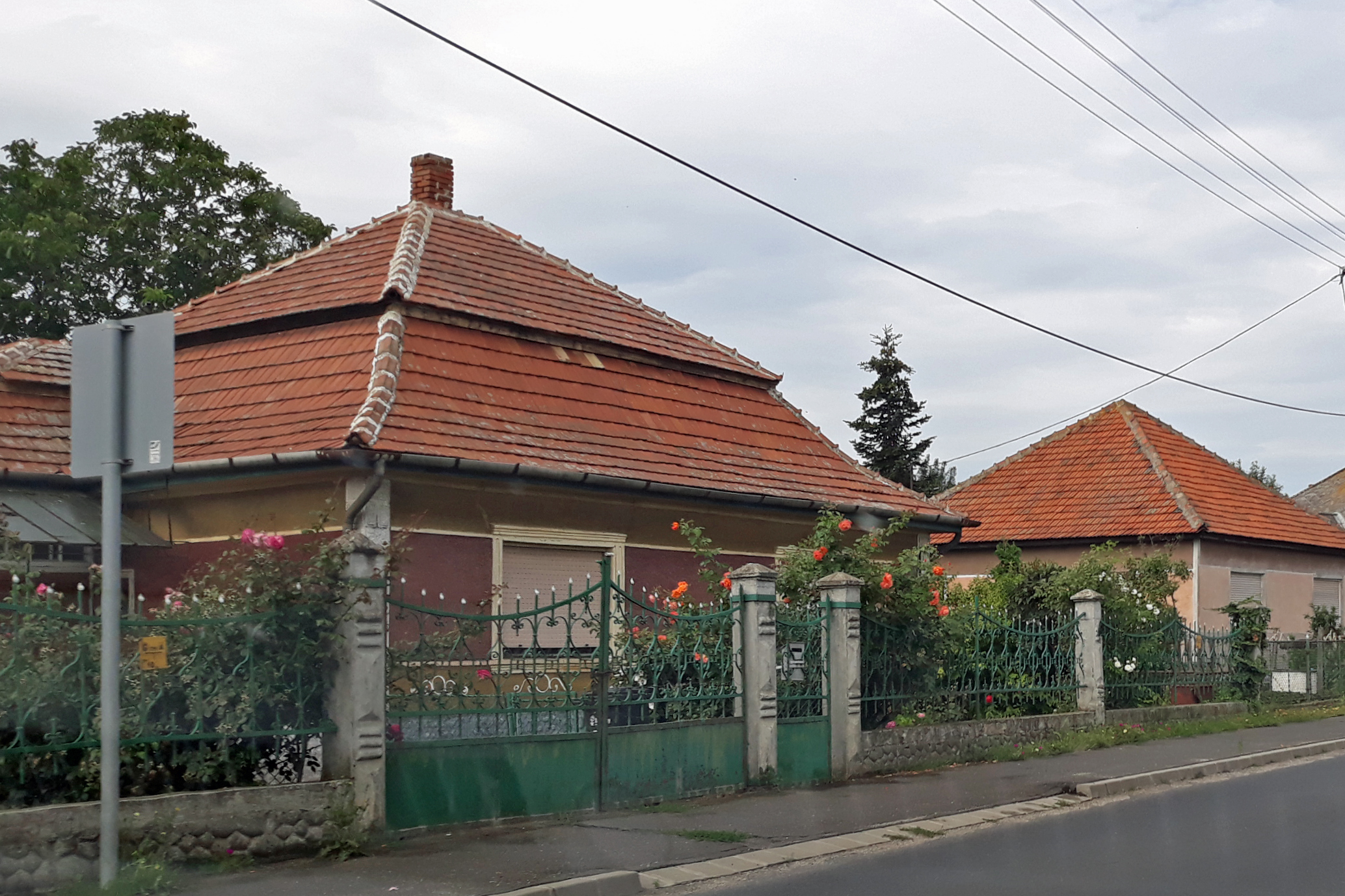
Häuser in Nagycsécs

## Verkehr
Durch den Ort führt die Hauptstraße Nr. 35. Nagycsécs liegt an der Eisenbahnstrecke von Tiszaújváros nach Miskolc. Es bestehen Busverbindungen über Sajószöged nach Tiszaújváros sowie über Ónod und Nyékládháza nach Miskolc.